# Locus regit formam actus
Locus regit formam actus – zasada prawa prywatnego międzynarodowego, zgodnie z którą miejsce dokonania rządzi formą czynności prawnej ("prawo miejsca dokonania czynności prawnej"). 
Zasada została sformułowana w XIV wieku przez Guillaume'a du Cuna, profesora z Tuluzy i obowiązywała w tzw. dawnej szkole statuowej. 